# Västmanland
Västmanland ist eine von 25 historischen Provinzen (landskap) Schwedens im Landesteil Svealand. Sie liegt am Nordwestende des Mälaren. Im Süden grenzt Västmanland an Södermanland und Närke, im Westen an Värmland, im Norden an Dalarna und im Osten an Uppland.
Die größte Stadt ist Västerås, das auch Sitz der Provinzregierung des heutigen Västmanlands län ist. Weitere Städte sind Sala, Köping, Arboga und Fagersta. Wichtigster Wirtschaftszweig ist die Elektroindustrie.

## Geografie
Västmanland ist im Westen und Nordwesten bergig aber im Übrigen ein gewelltes Flachland mit leichtem Gefälle zum Mälaren. Zwischen diesem See und dem Vänern liegt ein Höhenzug, der als Wasserteiler fungiert. Die höchsten Erhebungen der westlichen Region liegen etwa 450 m ü. NN. Auch die Umgebung der Bergbauorte Skinnskatteberg und Norberg ist erhöht. Von dieser Region ziehen sich kleinere Höhenzüge nach Südosten, deren Senken mit Sümpfen gefüllt sind. Die Eismassen der letzten Kaltzeit hinterließen auf ihrem Rückzug so genannte Rollsteinrücken (rullstensåsar), die an mehreren Stellen in Västmanland anzutreffen sind. Die Flüsse flossen in dieser Zeit, im Gegensatz zu heute, überwiegend von Nordost nach Südwest. Danach setzte im Nordwesten eine stärkere Landhebung als im östlichen Landschaftsteil ein und die Wasserläufe änderten ihre Richtung. Große Gebiete lagen längere Zeit unter dem Meeresspiegel und zeichnen sich heute durch das Vorhandensein wertvollen Lehms aus.
Der Berggrund Västmanlands ist reich an Bodenschätzen, die in zahlreichen Gruben abgebaut wurden. Neben Metallen findet man Marmor und viele weitere nutzbare Mineralien vor.

## Geschichte
Die Besiedlung Västmanlands begann nach dem Abschmelzen des Inlandeises von westlich gelegenen Regionen aus. Im Eisenzeitalter, als das Machtzentrum Mittelschwedens in Uppland lag, erhielt Västmanland seinen Namen, der sich darauf gründet, dass die Region westlich von Uppland liegt. Nachdem man die Bodenschätze der Landschaft entdeckt hatte, begann man diese in vielen Gruben abzubauen. Einige Bergbauorte, die heute in Västmanland liegen, wie zum Beispiel Norberg und Noraskog gehörten ursprünglich zu anderen historischen Provinzen. Bei Västerås liegt Anundshög, eines der bedeutendsten Gräberfelder der Wikingerzeit. Die nördlichen Gebiete Västmanlands waren lange Zeit fast unbewohnte Wälder, bis sie im 17. Jahrhundert von einwandernden Finnen besiedelt wurden.

## Wappen
Beschreibung: In Silber drei blaue rotbrennende Berge.

## Landschaftssymbole
- Blume: Weißbeerige Mistel (lat. Viscum album)
- Tier: Reh (Capreolus capreolus)
- Vogel: Haubenmeise (Lophophanes cristatus, Syn. Parus christatus)
- Fisch: Zander (Sander lucioperca)